# Нинхаген (Мекленбург)
Нинхаген (нем. Nienhagen) — община в Германии, в земле Мекленбург-Передняя Померания.
Входит в состав района Бад-Доберан. Подчиняется управлению Бад Доберан-Ланд. Население составляет 1838 человек (на 31 декабря 2010 года). Занимает площадь 5,90 км².